# Olivier Gérard

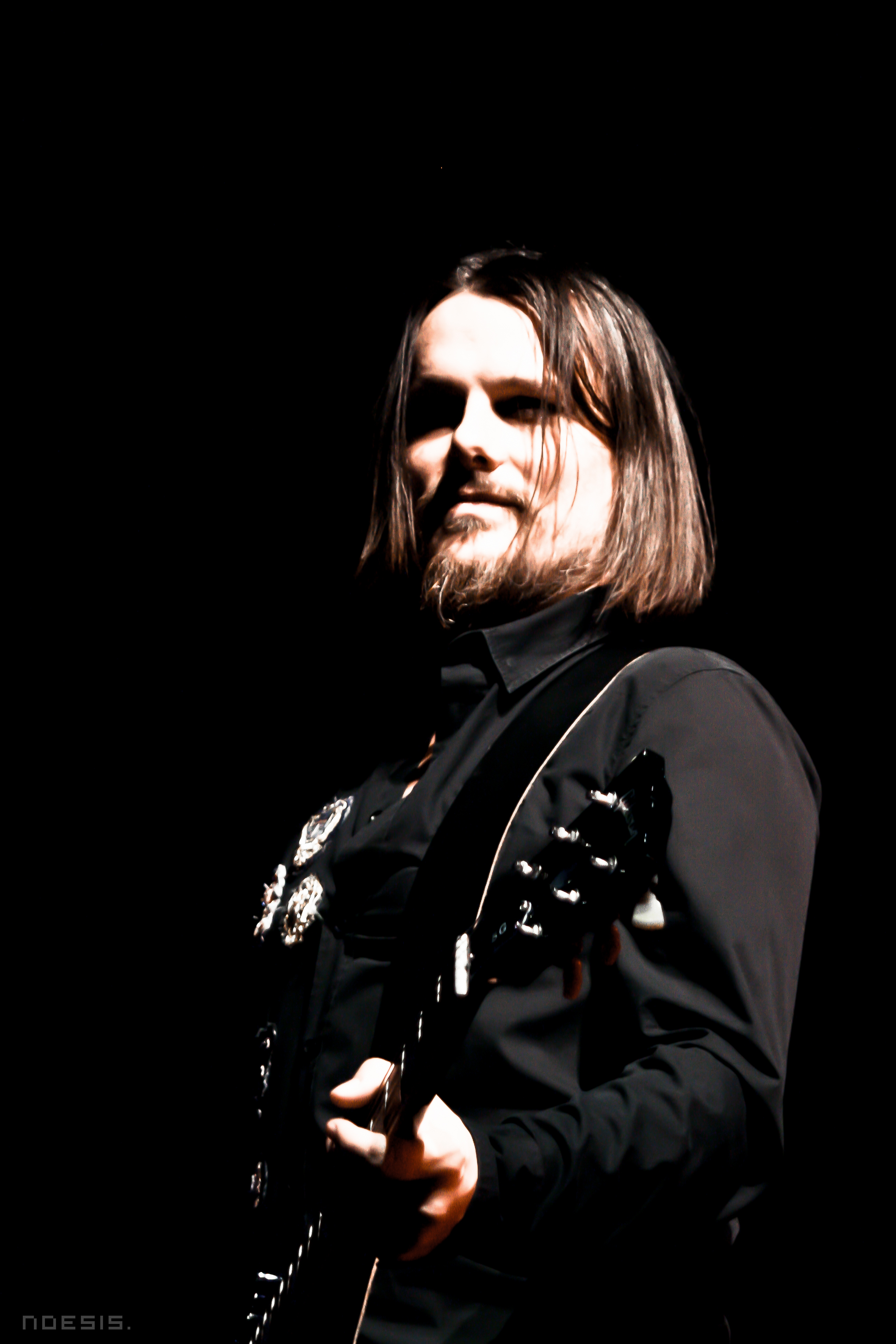
Oli De SaT pendant le Meteor Tour

Olivier Gérard, aussi surnommé oLi dE SaT, est un claviériste et guitariste français, né le 25 septembre 1973 à Nancy (Meurthe-et-Moselle). Il est guitariste / claviériste / réalisateur  ainsi  que compositeur du groupe pop/rock français Indochine.

## Biographie
Olivier Gérard est né le 25 septembre 1973 à Nancy (Meurthe-et-Moselle). Il fait des études d'arts plastiques à l'université. Il est au départ un fan actif du groupe Indochine mais également de Nine Inch Nails et de Marilyn Manson. À partir de 1997, il envoie à Nicola Sirkis, leader d'Indochine, des travaux d'art plastique "j'avais simulé des pochettes, des 45 tours, des photos que j'avais fait". Nicola lui propose alors de réaliser la prochaine couverture de disque ; ce sera le single Satellite (d'où son nom : oLi dE SaT est un diminutif de Olivier de Satellite). 
Par la suite il est d'abord chauffeur du groupe puis chargé de faire défiler le prompteur de Nicola lors des tournées, mais prend rapidement une place importante dans le groupe et se voit confier l'arrangement des titres de « Dancetaria ». Il prend part enfin sur l'album Paradize en composant 11 titres sur 15. Il prend logiquement place sur scène lors du Paradize tour de 2002, aux claviers et à la guitare, devenant définitivement le remplaçant de Jean-Pierre Pilot parti après l'album Nuits Intimes (2001).
Il produit et compose, avec Nicola Sirkis, une grande partie des chansons présentes sur les albums d'Indochine depuis lors.
Il est marié à Valérie Gérard, peintre/illustratrice[réf. nécessaire], qui a illustré notamment la seconde édition du livre Les mauvaises nouvelles de Nicola Sirkis.
Son pseudonyme, oLi dE SaT, vient du fait qu'il est le concepteur de la pochette du single Satellite, tiré de l'album Wax en 1997. Depuis la sortie de Alice & June il est également surnommé "Le Chat sur Mars", un surnom qui lui a été attribué par Nicola Sirkis.
Quand Indochine décide de sortir un EP en plus du simple single, Nicola Sirkis rajoute principalement des remix de oLi dE SaT.  
Il a également remixé d'autres artistes (Madame Lenoir, Cartel Couture, Asyl, Pierre Pascual, Frigo, Echolove, Gossip, etc.)

## Discographie

### Avec Indochine

#### Studio
- 1999 : Dancetaria

- 2002 : Paradize
- 2005 : Alice et June
- 2009 : La République des Meteors
- 2013 : Black City Parade
- 2017 : 13
- 2024 : Babel Babel

#### Live
- 2004 : 3.6.3
- 2007 : Live à Hanoï
- 2007 : Alice et June Tour
- 2010 : Le Meteor sur Bruxelles
- 2011 : Putain de Stade
- 2014 : Black City Tour
- 2015 : Black City concerts
- 2018 : 13 Tour
- 2022 : Central Tour
- 2025 : Arena Tour

## Matériel
- Roland Rd700
- Dave Smith Instruments Prophet 12
- Alesis Andromeda A6
- Gibson SG Standard Ebony
- Gibson Firebird VII
- Fender Jaguar Sunburst 1965
- Fender Electric XII

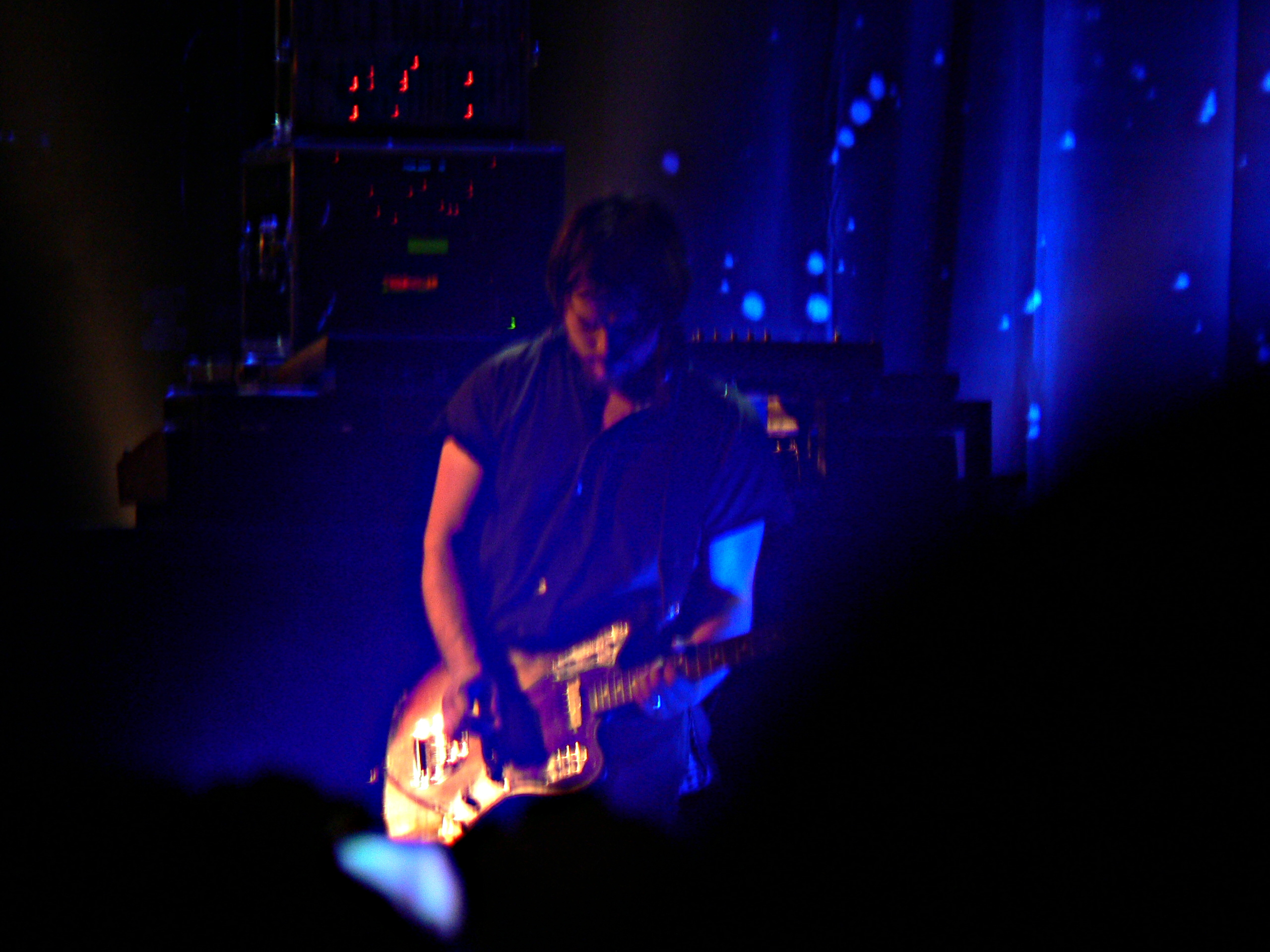
oLi dE SaT lors d'un concert à l'Olympia à Paris en 2009.

- Fender Telecaster signature John 5
- Gretsch White Falcon
- Maton MS500 édition 50e anniversaire
- Eastwood Guitars Airline Town & Country DLX Redburst
- Schecter Ultra III Vintage Yellow
- Schecter UltraCure